# Salassa lola
Salassa lola is een vlinder uit de familie nachtpauwogen (Saturniidae), onderfamilie Salassinae.

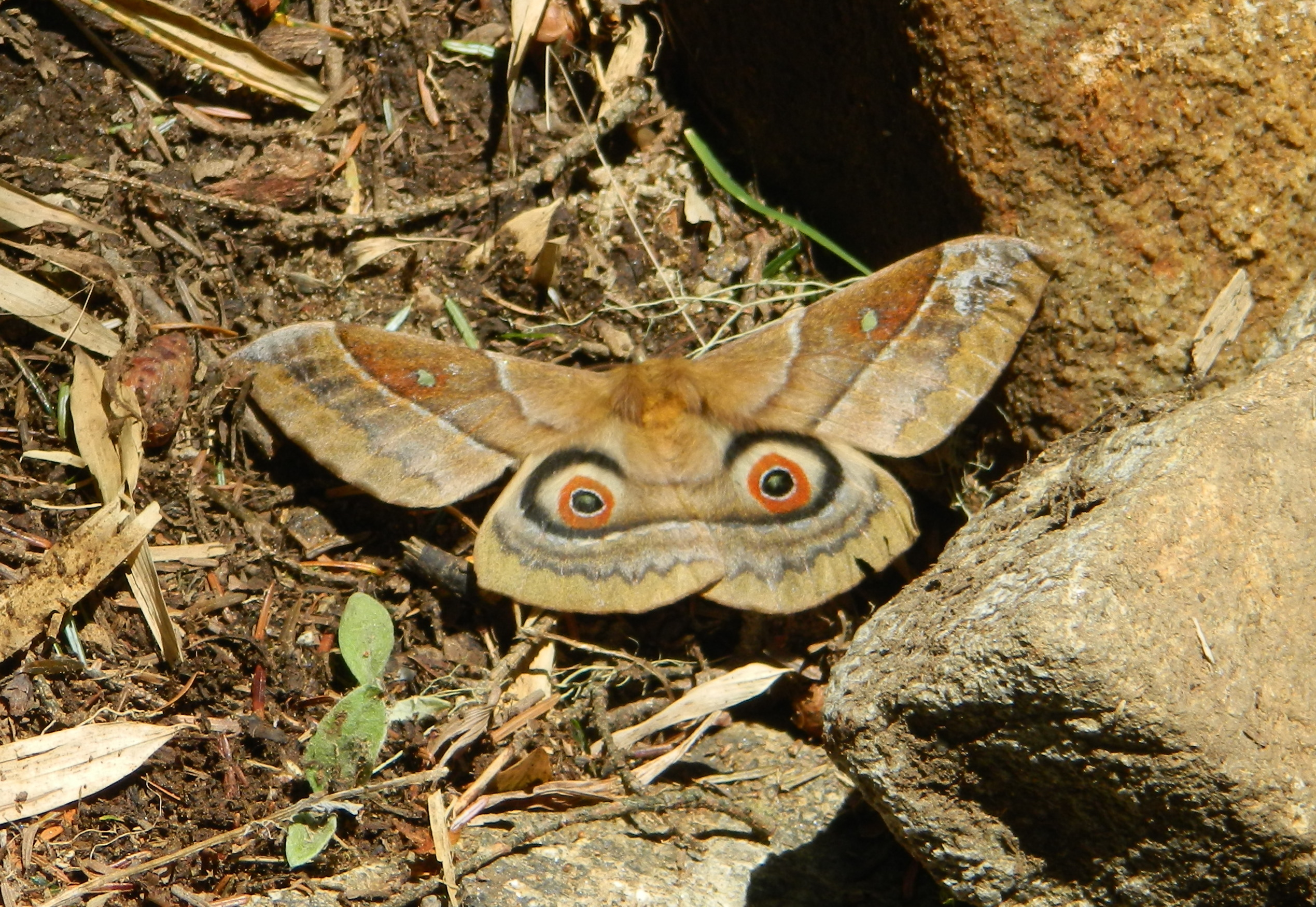

De wetenschappelijke naam van de soort is voor het eerst geldig gepubliceerd door Westwood in 1847.